# Rio Avașu Mare
O Rio Avaşu Mare é um rio da Romênia afluente do rio Muncaciu, localizado no distrito de Covasna.